# Ка дел Парто (Лоди)
Ка дел Парто је насеље у Италији у округу Лоди, региону Ломбардија.
Према процени из 2011. у насељу је живело 31 становника. Насеље се налази на надморској висини од 67 м.